# 古代ギリシアの宗教

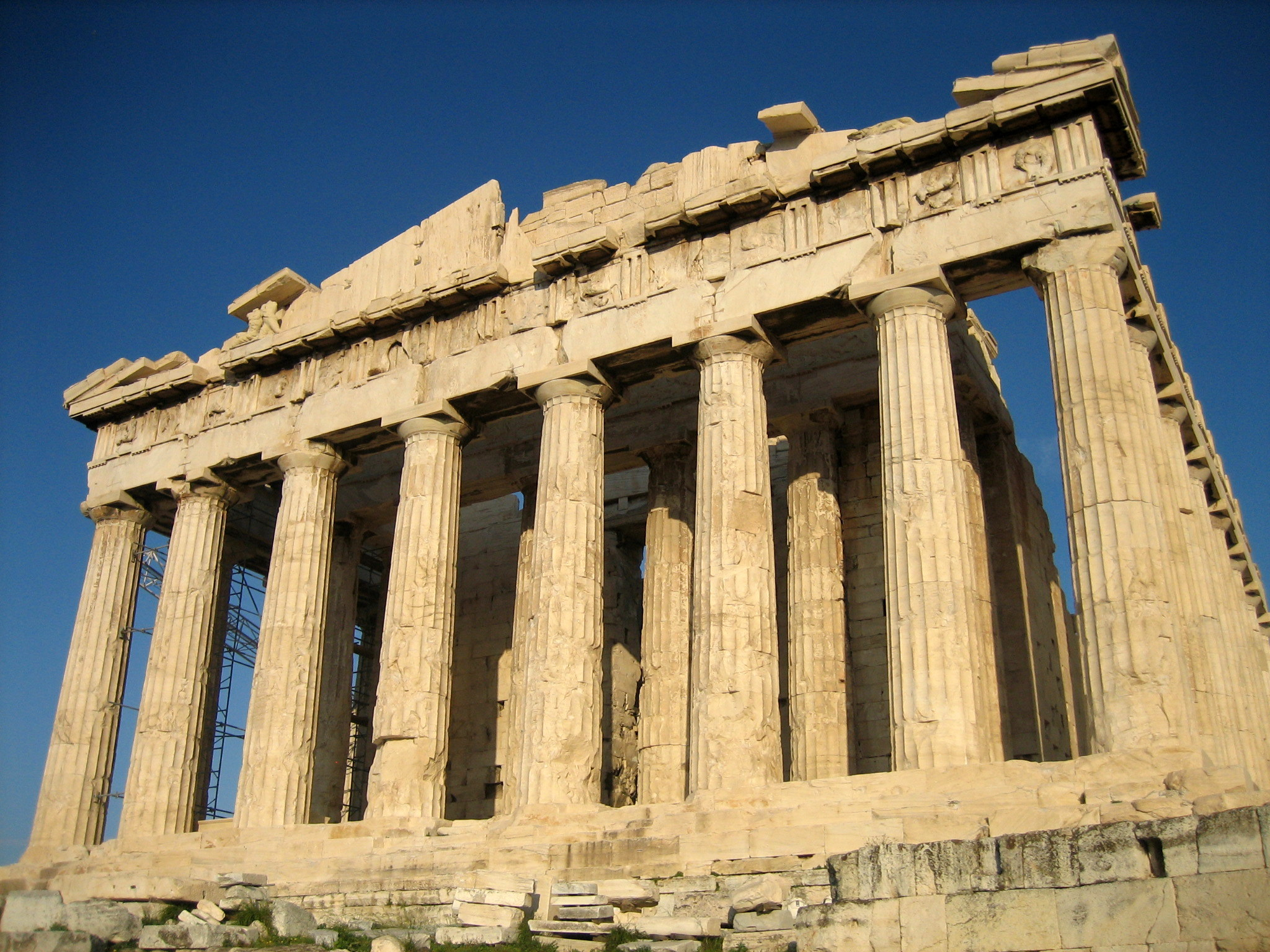
アテナイのアクロポリスにあるパルテノン神殿。

古代ギリシアの宗教（こだいギリシアのしゅうきょう）では、古代ギリシアにおける信仰、儀式、神話等について説明する。古代ギリシア世界は多神教であり、多くの古代ギリシア人は、ギリシア神話のオリュンポス十二神やその他の神々を信仰していた。
そもそも古代ギリシア語に「宗教」（英語：religion）にあたる語彙はなく、神々への祈りも儀礼も、先祖から受け継いだ「慣習」であったと言える が、本記事では便宜的にそれらを「宗教」と称する。同じ神を崇めるにも、都市ごとにその地の神として特徴づけるため、形容語句を添える場合があった。古代ギリシアの宗教は英語で言うところの"religions"や"cults"(カルト)のように複数形で表現できるほど多様性に富むが、共通点も多い。
ギリシア神話の体系には、クレータ、エジプト、パレスティナ、プリュギア、バビロニアなど、様々な地域からの影響の混入が見られる。また、これらの宗教は、ギリシア本土だけでなく、エーゲ海の島々や、イオーニア、小アジア沿岸部、マグナ・グラエキア（シケリアと南イタリア）の他、マッサリアのような西地中海の植民都市にも広まった。

## 信仰

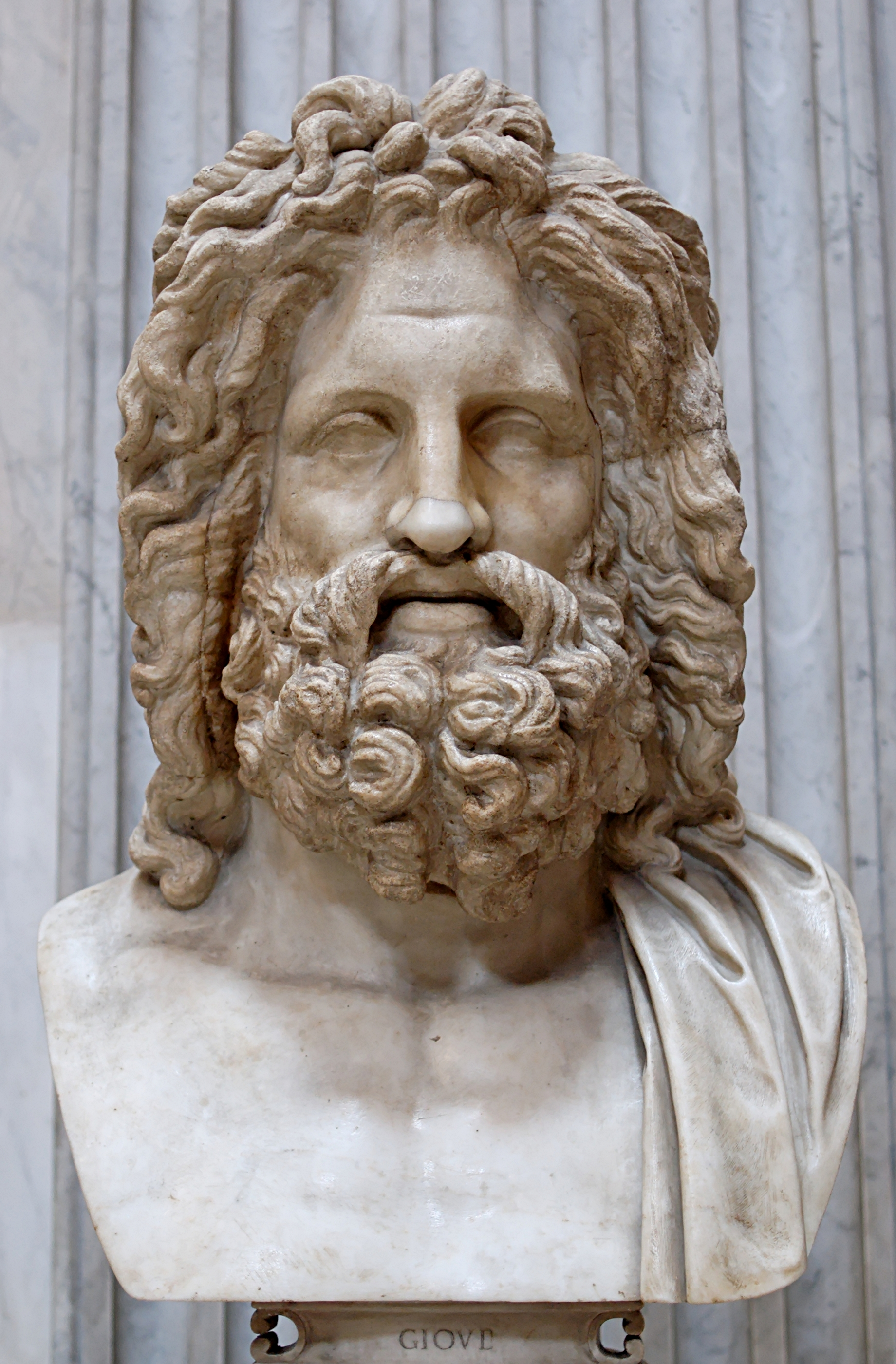
ゼウスの大理石像。ローマ時代の模刻。バチカン美術館所蔵。

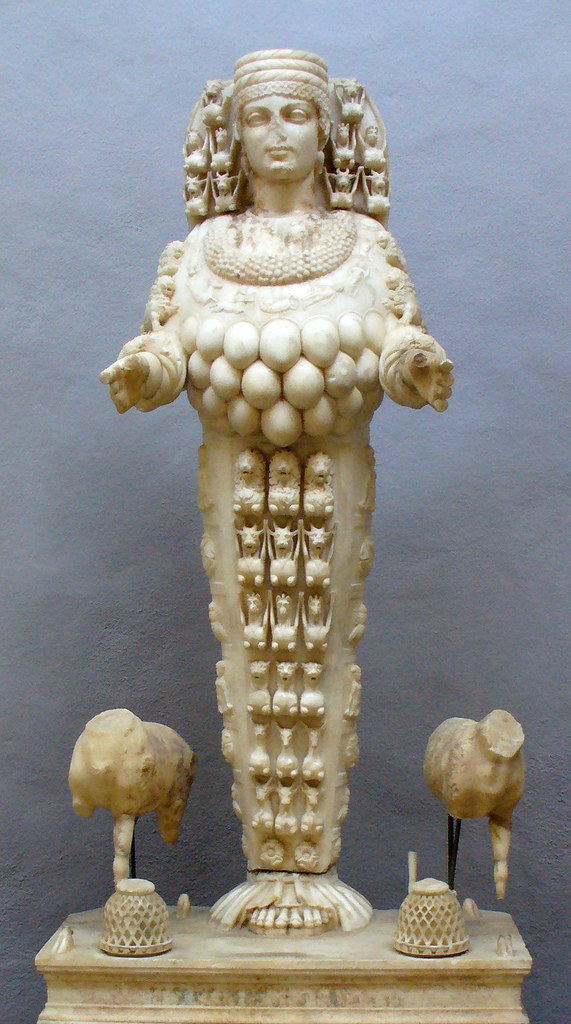
エペソスのアルテミス像。胸部に多数の卵形の装飾をつけており、一般に「多数の乳房を持つ女神像」と紹介される。

### 概要
古代ギリシアの宗教は多神教である。神々には序列があり、主神ゼウスが他の全ての神々を支配する王とされた。
古代ギリシアの宗教には、預言者も、教典も、教会も存在せず、神からの啓示もなかった。古代ギリシア人たちは、彼ら自身の経験から、神々によって「信心の報い」たる幸運、あるいは不運がもたらされると信じた。その「経験」をもたらすものとして、例えば神々が人間に直接働きかける「神託」が挙げられる。神託は啓示の一種とも考えられるが、これほど「限定的」な啓示そのものだけでは宗教的システムの維持はできず、むしろ神託を伺うという「習慣」が、神々の存在を継続的に証明することとなった。
少なくともアッティカに関していえば、権威的な聖職者も存在しなかったと考えられる。神託を伺うことも、それを解釈して実行するのも、古代ギリシアにおいては民会の役割であった。年に1度行われる宗教祭儀の内容について把握する専門家の集団があったと考えることはできるが、これも権威的な集団ではなく、神官も、神々と人間の仲介者というよりは、聖財の管理や儀式の適切な遂行を管理する職業であり、例えばキリスト教でいえば、司祭や牧師よりも「聖具係」あるいは「教区委員」にあたる役職であった。

### 神話

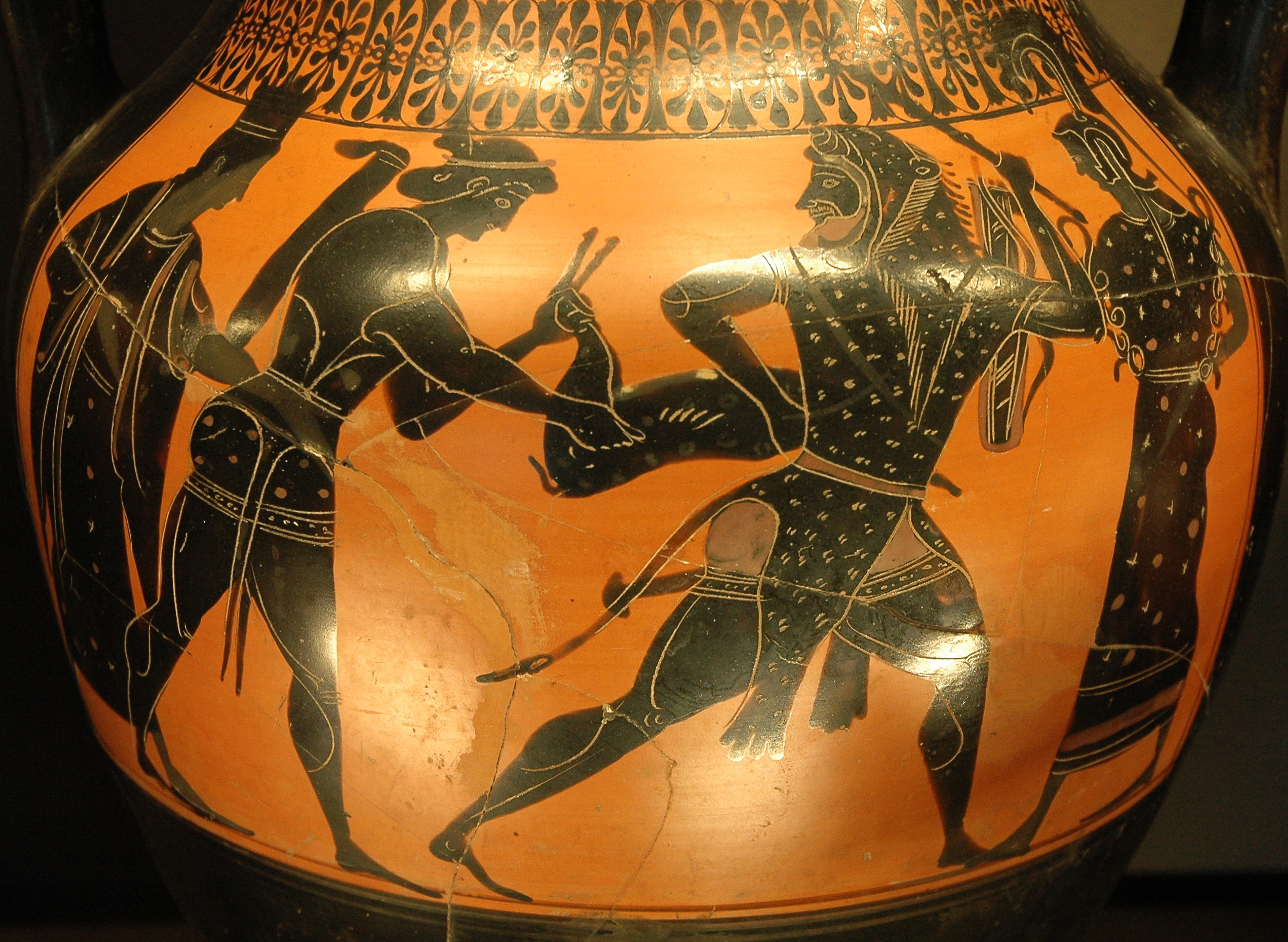
ケリュネイアの鹿を捕えるヘーラクレース。アッティカ黒像式のアンフォラ。紀元前530年から520年頃。

古代ギリシア人たちは、大きな神話体系を持っていた。その大半を占めるのは、神々の物語と、人間との関わり、英雄についての伝承である。神話は演劇や詩、歴史、旅行記などの文学作品、神殿などの建築物の装飾、陶器に描かれた絵など、様々なものを通して現代に伝わり、現代人はそれを再構成して「ギリシア神話」として受容している。そして、その「神話」は神々や人間が登場する、ある一定の歴史的事実と虚構を同時に含んだ「物語」であると言える。つまり、事実を核として付け加えや改変が行われた結果として複雑に構成されたものが、現代人が触れることのできるギリシア神話なのである 。神話が「架空の物語」であるにもかかわらず、現実の古代ギリシア人に大きな影響を及ぼすこともあった。例えば、ペロポネソス戦争でスパルタ軍がアテーナイを攻撃した際、「神話上で（スパルタ人が崇拝する）カストールとポリュデウケースがアテーナイを攻撃した際、デケレイア地区の人々はスパルタに味方した」という神話を根拠にデケレイア地区には侵攻しなかった。古代ギリシア人にとって、神話は単なる荒唐無稽な作り話ではなく、世界の始まりやその構成を説明する根拠や、歴史として需要される側面があったのである。
ギリシア神話はひとつの教義から成立するのではなく、宗教的集団が異なれば世界の始まりすらも異なる理解がなされていた。創世神話を伝える作品のひとつに挙げられるのは、ヘーシオドスの『神統記』である。『神統記』によれば、初めに「カオス」と呼ばれる原初の神がおり、ガイア、タルタロス、エロースといった他の原初の神々が生じた。原初の神々はティーターンを生み、ティーターンがオリュンポスの神々の中心となるゼウスの兄弟姉妹を生んだ。
ギリシア神話はローマ神話の成立にも影響を与えた。神話は元来口承で伝えられてきたが、叙事詩 や演劇 という形式で書き残された。これらの神話はポスト・ルネサンスの時代に注目され、ボッティチェリやミケランジェロ、ルーベンスなどの芸術家の作品のモチーフとなった。

#### 神々
神々の中には、自然の事物や現象を司る者と、抽象的な概念を司る者がいた。前者としては、天空神で雷を司るゼウス、海と地震を司るポセイドーンなどが、後者の例としては、愛を司るアプロディーテー、正義を司るディケーなどが挙げられる。太陽神ヘーリオスのように、単一の事物を司る神々もいれば、光明、芸術、医術などを司るアポローンのように、幅広い分野を司る神々もいた。
神々は不死ではあるが、全能ではなかった。ギリシア神話においては、モイライと呼ばれる女神たちが運命を司っており、その運命は神威も、神々の意思をも超越するため、神々はそれに従うしかないともされる。例えば、オデュッセウスはトロイア戦争の後にイタケー島に帰還する運命であったため、神がそれを妨げることを望んでも、彼の旅を長引かせることしかできず、オデュッセウスは最終的に祖国に帰還した。
神々は人間のように振る舞い、人間に恵みを与えるだけではなく、時には詐欺や窃盗、大量殺戮などの罪も犯す。また、人間と互いに影響しあい、時には人間との間に子を為すこともある。神々同士で敵対するときは、相手を打ち負かそうとする場合もある。例えば『イーリアス』で描かれるトロイア戦争において、アプロディーテー、アレース、アポローンはトロイア勢に、ヘーラー、アテーナー、ポセイドーンはギリシア勢に加担した。
神々が特定の都市の守護神となることもあった。例えばアテーナーはアテーナイの、アポローンはデルポイの、ゼウスはオリュンピアの、アプロディーテーはコリントスの守護神であった。ポセイドンがアイティオピアーやトロイアを、アレースがトラキアを守護していたように、ギリシア以外の都市の守護神となる場合もあった。
同一の神が、信仰する集団によって全く違った崇拝を受ける場合もある。例えばアルテミスは、一般的に処女神として崇拝されたが、エペソスでは多数の乳房を持つ母なる女神として信仰されていた。

#### 英雄
英雄の伝承としては、例えばヘーラクレースと十二の功業、オデュッセウスの故郷への旅、イアーソーンと金羊毛、テーセウスのミーノータウロス退治などが挙げられる。これらの英雄は、必ずしも神々の血筋を受け継いだ超自然的な存在ではなく、オデュッセウスやメネラーオスのように、人間の両親から生まれながらも英雄と称される場合もあった。ホメーロスが力と勇気、あるいは知恵によって尊敬される者を英雄としたのに対し、ヘーシオドスは神話時代の4代目の子孫、トロイア戦争とテーバイの戦いに参加した世代の者たちを英雄とした。
古代ギリシア人は、英雄を、自分たちの先祖の中で最も有名なものと考え、先祖を祀るのと同様に敬った。英雄はそもそも理想化された人間であり、一般の人間が死後亡霊になるのに対し、英雄たちは生前の性質を保ったまま人間と神の仲介者となることができたのである。例えばヘーラクレースは肉体的な力の化身とされると同時に、人間を保護する者として敬われた。彼は「ヘーラクレース・アレクシカコス」（「害悪を防ぐヘーラクレース」）として、生命の危機にさらされた人々の祈りを受けることもあれば、「ヘーラクレース・ムーサゲテース」（「ムーサたちの長たるヘーラクレース」）として崇拝されることもあった。
古代ギリシアで崇拝された「英雄」は、キリスト教の「聖人」とは根本的に異なる存在である。聖人はより高次の存在と人間の仲介者であるが、英雄は、英雄自身が人間の祈りを受けてそれに応える、ほとんど神と同格の存在として信仰された。

#### その他の種族
ギリシア神話には人間と神々以外にも様々な種族が登場する。例えば、オリュンポスの神々以前に覇権を握っていたティーターン神族などは、頻繁に神話に登場する。半人半馬のケンタウロスや自然を司るニュンペーたち、半人半山羊のサテュロスのような少数の種族も登場する。その他に、一つ目の巨人のキュクロープスや海の怪物スキュラ、半人半牛のミーノータウロスのような怪物も伝承されている。

### 死後の世界

ハーデースとケルベロス。イラクリオン考古学博物館蔵。

古代ギリシア人は、死者の魂は冥界に行くのだと信じていた。死後の世界は大きく3つに分類される。ハーデースによって支配された死者の国、神々に仇なした大罪人が落ちる「タルタロス」、そして神々に愛された英雄の魂が暮らす「エーリュシオン」 である。死者の国は、ホメーロスの時代には極西にあるとされたが、後に地下に存在すると考えられるようになり、深い洞窟はその入口とされた。ミュケーナイ文明初期の宗教では、全ての死者はハーデースの国に行くとされていたが、アルカイック期に密儀宗教が興ると、タルタロスやエーリュシオンの存在も認識されるようになっていった。
アキレウスやアルクメーネー、アムピアラーオス、ガニュメーデースのような少数の英雄は、肉体的に不死であり、祝福された地、エーリュシオンなどで永遠に暮らすと考えられた。このような信仰はホメーロスやヘーシオドスのような、比較的古い時代に既に見られるものであり、キリスト教が普及してもなお強い影響を残した。多くの人間にとって、死は絶望でありながら、魂だけは生き続けるのである。
哲学者のピュタゴラスやプラトーンなどは、転生を提唱したが、あまり支持されなかった。また、エピクロスは、魂とは元素であり、死ぬ際には分解されるので死後には何も残らないと説いた。

### 祝祭

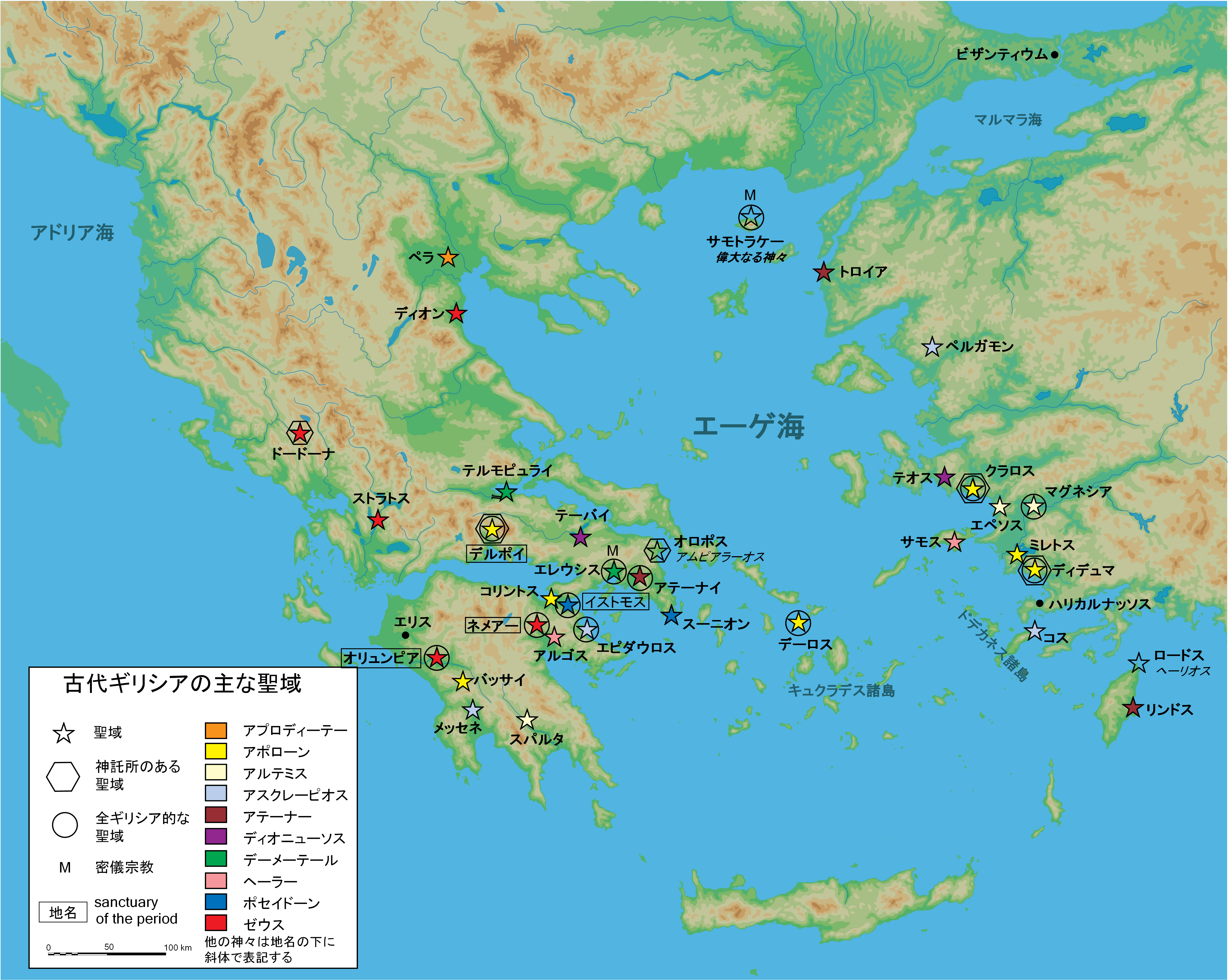
古代ギリシアの主要な聖域を示す地図。

古代ギリシアでは様々な祝祭が執り行われた。その多くは特定の神か、都市のために行われていた。例えば、アルカディアで行われたリュカイアの祭は、牧神パーンのために行われていた。また、競技祭が毎年異なる土地で行われ、そのうちの一つ、オリュンピア競技祭は4年に1度行われる、ゼウスに奉納する祝祭であった。アテーナイで行われた市のディオニューシア祭のように悲劇や喜劇が上演される祭もあった。

### 神託・占い
共同体、あるいは個人が神々の助けや助言を必要としている時、あるいは共同体が危機に陥っている時などに、ギリシア人は神託を伺いに行った。デルポイにあるアポローンの聖域は、最も有名な神託神殿であるが、ドードーナにおけるゼウスの神託は、神託が彼らにとって日常的な営みであったことを証明してくれる。すなわち、ドードーナでは、神託を伺う人々が鉛板に質問を記すという慣習があり、この鉛板が数千枚発掘されているのである。内容としては、子供ができるかどうか、引っ越しをするべきかどうか、といった日常的な内容から、窃盗、殺人の犯人を伺うものなど多岐にわたる。
また、神殿での神託以外にも、鳥占いなど、他の方法で神々との意思疎通を計ることもあった。例えば、ソポクレースの『アンティゴネー』では、テイレシアースが占いで神々の怒りを読み解いており、エウリーピデースの『ヒッポリュトス』では、無実の罪を疑われるヒッポリュトスが、父テーセウスに、自分の無実を占いで確認してほしいと訴えている。また、夢は神々からの警告や神託の一種と考えられており、夢を適切に解釈するための、夢占いの専門職もあった。
ボイオーティアのようにいくつかの神託所を持つ地域もあったが、アテーナイなどは地域内に一つも神託所がなかった。神託を伺うためにデルポイやドードーナまで旅をすることは、個人にとっては不便でもあり、経済的負担でもあったため、アテーナイ人は「マンテイス」と呼ばれる地域の予言者のもとを訪ねた。このマンテイスたちは犠牲獣の臓物や鳥の飛行を見て占いを行った。また、アテーナイの将軍ニキアスは、自身の鉱山経営の助言を得るために、個人的に予言者を雇っていた。

### 道徳
古代ギリシアの道徳観に関して最も重要な要素の一つとして、ヒュブリス（傲慢）が挙げられる。これは強姦や遺体の冒涜のような様々な事柄に関連し、アテーナイでは罪とされた。自尊心や虚栄心そのものは罪と見做されなかったが、極度な自尊心はヒュブリスを生むとして、節度を重んじるギリシア人から忌避された。同様に、飲食に関しても節度が重視された。何事についても、行き過ぎた行いは良しとされなかった。例えば、ギリシア人は運動能力と知性を同様に重んじた。実際に、競技会や試合ではそれら両方を含んで行われた。自尊心は、過度にならず、他人に害をなさない限りは悪と見做される事はなかった。

### 教典
古代ギリシアの宗教には聖典と明言された文書等は存在しないが、ヘーシオドスの『神統記』と『労働と日』、ホメーロスの『イーリアス』と『オデュッセイア』、ピンダロスの讃歌などは特別視された。それらの作品は一般的にムーサへの祈りで始まり、ムーサの霊感を与えられることで語られるとされた。プラトーンは『国家』で、自身の理想的な国家から神話を除外しようとした。
密儀宗教などにおいては、慣例的に、他の宗教集団においては必須とされないような特定の文書を聖典とする場合があった。これに関する特徴的な例として、オルペウス教に関する文書は、紀元前450年頃から紀元後250年頃までにわたる複数の写本がギリシア全土で発見されているが、神託の内容はその聖典の中には一度も記されていない。また、宗教的な行事のために記された文書のなかには、詩として現存しているものもある。それらの詩は廃れることなく、キリスト教の主の祈りのように、標準的な祈祷の定型句となった。古代の史料の中から「ヒエロイ・ロゴイ」（ギリシア語: ιεροί λόγοι、「聖なる言葉」の意味）と呼ばれる文書がギリシア世界の外から流入し、古代ギリシアの信仰の体系とは異なる伝統を作り出すこととなる。

## 儀式・儀礼

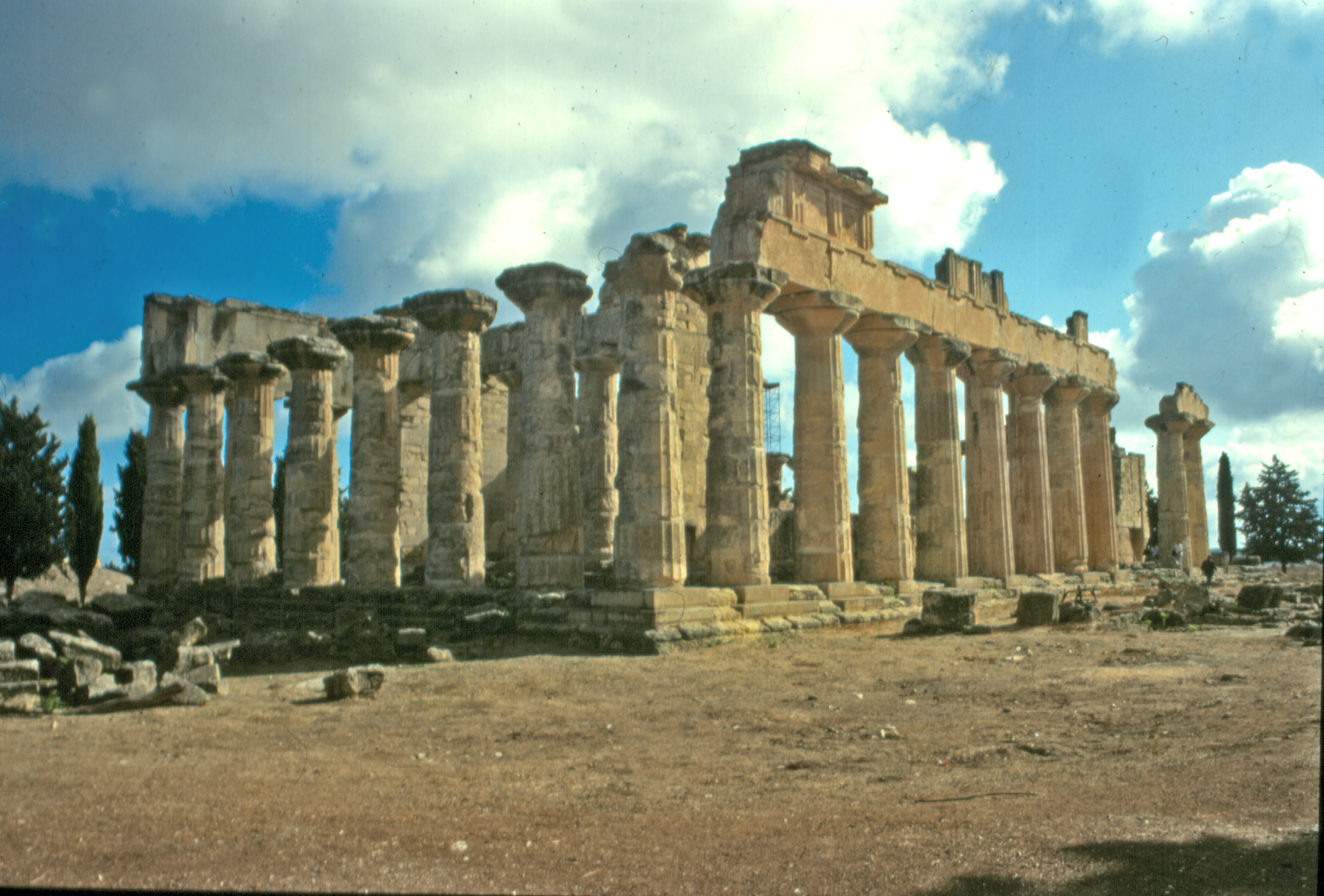
キュレネのゼウス神殿。

古代ギリシア人たちは、ギリシア神話をそのまま信仰の対象にしていたわけではなく、確固とした教典や教義もなかった。彼らは供儀や祭儀などの「行為」そのものを重要視した。例えば古典期のアテーナイでは、主要な祭儀が開催された日だけを数えても年間で120日に上ることから、彼らにとって宗教祭儀が重要であったことがわかる。

### 奉納
近東及び地中海世界全域において、奉納は神々と交流する手段のひとつであり、これには大きく2つの主要な形式があった。1つは「アパルカイ」と呼ばれる、食物の、特に初物を捧げる形式で、もう1つは動物の生贄である。
古代ギリシアにおいて、宗教的な儀式は主に祭壇で行われた。最も単純な捧げものの例は、大地の恵みとして果物や、穀物でできた菓子を祭壇に捧げるか、ワインや乳、オリーブ油などを地面に注ぐ（libation、献酒）という方法である。食物の捧げものは祭壇に残されて動物の食糧となった。また、献酒の際に、地面に神々の姿を液体で描くこともあった。
動物の生贄が捧げられることもあり、肉は人間が食し、臓器などの部位が奉納品として燃やされた。献酒には一般的にワインが使用され、神殿でのみならず、シンポシュオン（饗宴）などの際にも日常的に行われていた。 都市や村が困窮すると、奴隷や動物などを生贄にする場合もあった。生贄が共同体から追放されることで、苦難が共に去ることを願ったのである。
このような捧げ物の様子は、古代ギリシアの文学に、古くはホメーロスの時代から描写されている。叙事詩の中で、危機が訪れた時や、重要な作戦・試みの前などに神々の支援を得ようとする際に犠牲式が行われ、肉が振舞われるご馳走として描かれる。例えば『オデュッセイア』では、エウマイオスが行方不明の王であるオデュッセウスのための祈りと共に豚を生贄に捧げた。『イーリアス』では、君主の晩餐は必ず犠牲式と祈祷から始まっている。
このような、ホメーロス以前の時代の犠牲式は8世紀の生贄の儀式と共通性を持つ。さらに、叙事詩の中で、特別な晩餐は、戦争中、神々が何かしらの存在の証や成功を示した際に必ず行われた。トロイアに出発する以前にも、このような動物の生贄が行われる。オデュッセウスはゼウスに子羊を捧げた。ホメーロスの叙事詩における生贄は、神々が外部の存在ではなく社会の一員であるという視点を提示し、社会的なつながりを示している。また、生贄の儀式は、人間と神々の関係の中で重要な役割を果たす儀式である。

### 通過儀礼
古代ギリシアにはアムピドロミアと呼ばれる通過儀礼があった。これは、子供の誕生から5日目、あるいは7日目に行われる祝い事で、子供、特に男児の誕生はアテーナイ人にとって非常に重要な意味を持っていた。

## 密儀
神々への崇拝に際して、公的な方法では満足できない者は、密儀に参加する場合もあった。ここでは、例えば、体系的な教義や、死後の世界への導き、共同の礼拝、他の参加者との一体感のような、伝統的な宗教では得られないものを得ることができた。
これらの密儀には、エレウシスの密儀やサモトラケーのカベイロイの密儀のように、古くから地域に根付いたものと、ディオニューソスの密儀のように地域から地域へと広がっていったものがある。ヘレニズム時代やローマ帝国の治世下には、ギリシアだけでなく、帝国中に外来の密儀宗教が広まった。それらの中には、エジプトのイシス崇拝のように何百年も前から信仰されるものもあれば、ミトラス教のような、新たに成立した宗教もあった。

## 歴史

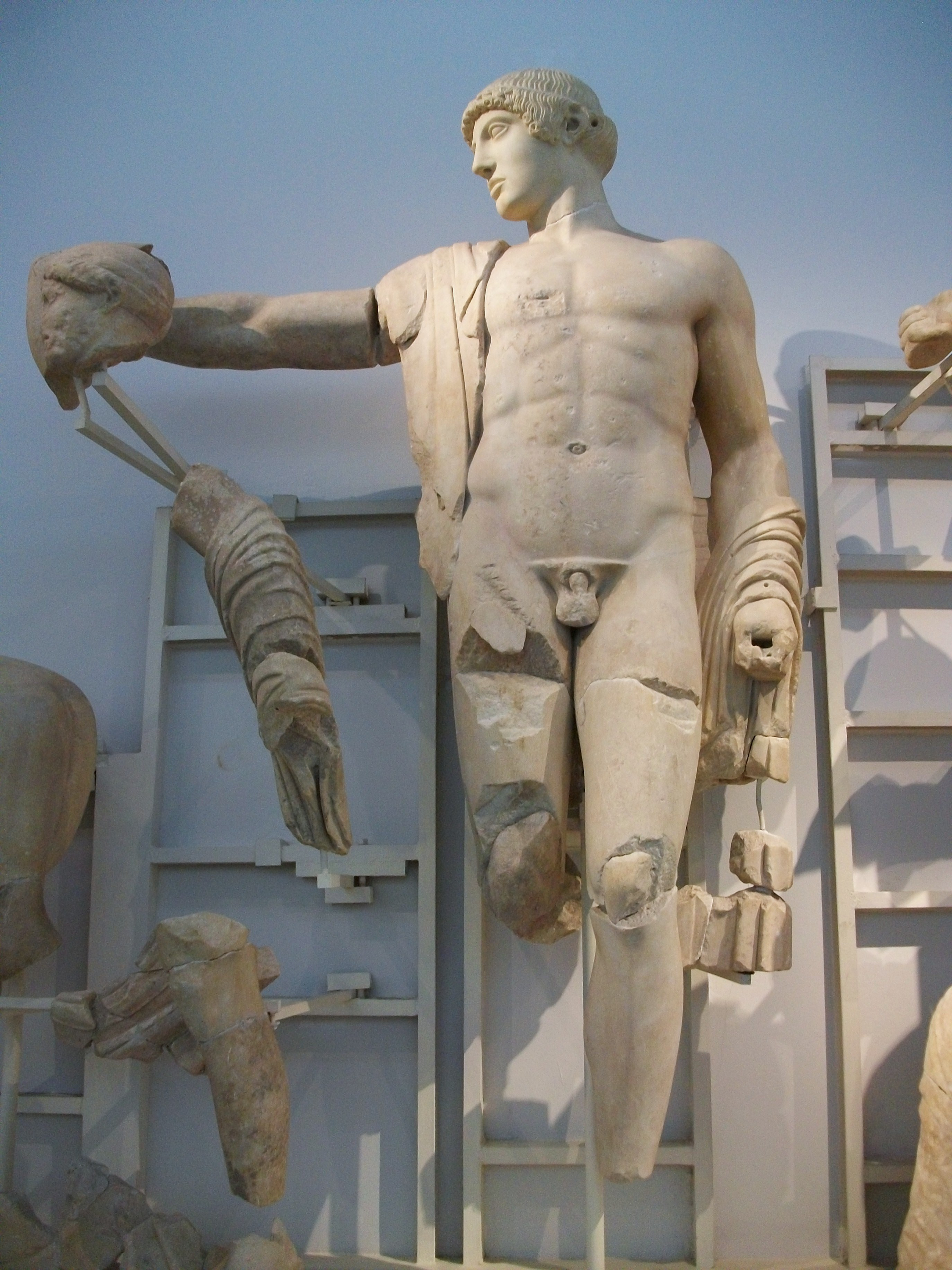
オリュンピアのゼウス神殿破風に彫刻されたアポローン。オリンピア考古学博物館所蔵。

### 起源
古代ギリシアの宗教の主流は、原初の印欧系宗教から発展し、青銅器時代の、初期のミュケーナイ文明の宗教から急速に展開した。考古学史料によれば、ミュケーナイ人たちは、ポセイドーンを主神として崇拝していたとされる。古代ギリシアの宗教の構想は、ミノア文明の宗教など、それ以前の、近隣の文化の影響を受けている。紀元前5世紀頃の著作家、ヘロドトスは、ギリシアの宗教の要素の多くをエジプトまで遡った。

### 古典古代における批判
これらの宗教は、ギリシア人に疑問視されることもあり、複数の有名な哲学者達が神々への信仰を批判した。そのうち最古の一人はクセノパネスである。彼は神々が擬人化されて表現されることや、その悪行について批判した。プラトーンはギリシア神話の神々とは別に、「善のイデア」とも呼ぶべき最上の神がいると主張した。その弟子アリストテレースもまた、経験的な証拠がないとして、多神教の神々のあり方に批判的であった。彼は何にも動かされずに世界を規則的に動かす「不動の動者」の存在を主張した。

### ローマ帝国での受容
紀元前146年にローマ帝国が古代ギリシアを征服し、古代ギリシアの文学や建築様式などの文化と宗教の多くを取り入れた。ギリシアの神々はローマの神々と同一視された。例えばゼウスはユーピテルと、ヘーラーはユーノーと、ポセイドーンはネプトゥーヌスにと同一視された。アポローンやバックスのように、それ以前からローマの神として受容された神々もいた。ヤーヌスやクゥイリーヌスなど、ローマ古来の神々で、ギリシアの神々と同一視されなかった者もいた。

### 近年の復興

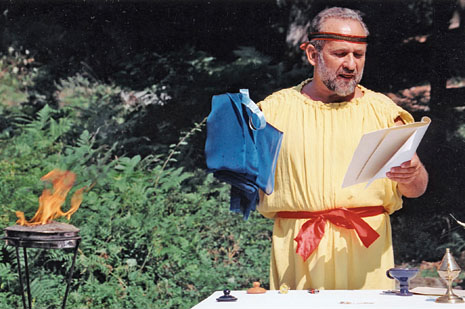
儀式を行うヘレニズムの神官。

古代ギリシアの宗教と哲学は、特に芸術、人文学、ルネサンスの精神の中で幾度となく復興された。近年では、「ヘレニズム」と呼ばれる宗教復興が始まっている。ギリシアでは、この語はヘレーネスの民族の宗教を示す言葉として使用されている（ギリシア語：Ελληνική Εθνική Θρησκεία）。
この現代のヘレニズムは、ポルピュリオスやリバニオス、プロクロス、ユリアヌス帝などが示した新プラトン主義とプラトン主義の主張と、古典的な宗教儀礼を反映している。しかし、ギリシア正教に比べると信者が少ないのが現状である。アメリカ合衆国国務省によれば、ギリシャ共和国の人口が1100万人であるのに対し、推定2000人以上がこの古代ギリシアの宗教を信仰しているという が、ヘレニズムの指導者は10万人の信者がいるとしている。